# Amoer (rivier)
De Amoer (Russisch: река Аму́р, Chinees: 黑龙江, Heilong Jiang, Mantsjoes: Sahaliyan Ula) is een rivier in het oosten van Azië. De Amoer is naar lengte de tiende van de wereld en de vierde van Rusland en vormt sinds het Verdrag van Aigun uit 1858 een deel van de grens tussen het Russische Verre Oosten en de Chinese regio Mantsjoerije.
In historische teksten wordt de ene zijde van de Amoer ook wel aangeduid als Binnen-Mantsjoerije (= ten zuiden van de rivier) en de andere zijde als Buiten-Mantsjoerije of Russisch Mantsjoerije (= ten noorden van de rivier). De Russische oblast Amoer ten noorden en de Chinese provincie Heilongjiang ten zuiden van de rivier zijn naar de Amoer vernoemd.

## Naam in verschillende talen
- Chinees: pinyin: Heilong Jiang; "zwarte draakrivier"
  - Traditioneel Chinees: 黑龍江
  - Vereenvoudigd Chinees: 黑龙江
- Mantsjoe: Sahaliyan Ula; "zwarte rivier"
- Mongools: Хар Мөрөн; Har Mörön; "zwarte rivier"
- Russisch: Амур; Amoer; van het Evenkse amor (of tamur); "grote rivier"

## Loop
De Amoer ontstaat uit de noordelijke rivier de Sjilka, die haar bron(nen) heeft in het Hentigebergte in Mongolië en de zuidelijke rivier de Argoen, die ontspringt in het Grote Hinggangebergte in het noordoosten van China en de grensrivier tussen Rusland en China ten westen van de Amoer vormt. De beide rivieren komen bij elkaar om de Amoer te vormen bij het Chinese dorpje Moguhe in de provincie Heilongjiang. De rivier stroomt vervolgens oostwaarts door een gevarieerd landschap van woestijnen, steppe, toendra en taiga in de richting van de Grote Oceaankust. Iets ten zuidwesten van de Russische stad Nikolajevsk stroomt de rivier via haar monding, de Amoerse liman, in de Straat Nevelskoj, onderdeel van de Tatarensont, die het eiland Sachalin scheidt van het vasteland. De Tatarensont staat in directe verbinding met de Zee van Ochotsk ten noorden ervan en de Japanse Zee ten zuiden ervan.
De belangrijkste zijrivieren zijn de Zeja, Boereja, Amgoen, Songhua, Toengoeska, Oessoeri en de Anjoej. Via de zijrivier Oechta is zij verbonden met het Oedylmeer. Als de zijrivier de Onon van de Sjilka wordt meegerekend, heeft het riviersysteem van de Amoer een lengte van ruim 4000 kilometer.
De Amoer wordt vooral gevoed tijdens de natte zomer moesson. De winters in het stroomgebied kennen veelal weinig sneeuw. In maart is de waterafvoer het laagst en deze neemt sterk toe in het voorjaar en de zomer en piekt in september. In het najaar treedt de rivier ver buiten de oevers en grote delen van het land komen onder water te staan. Per jaar vloeit via de rivier zo'n 310 km³ water af.
Vanwege de zuid-noord gerichtheid van de rivier vriest deze in de winter ver stroomopwaarts als eerste dicht. Dit gebeurt veelal rond eind oktober of begin november. De rest van de rivier wordt in de daarop volgende weken met een dikke laag ijs bedekt en rond december is ook de monding dichtgevroren. In april valt de dooi het eerste in bij de monding en rond begin mei is de hele rivier ijsvrij. Het stroomgebied ligt vooral in een regio met permafrost. Slechts een klein deel van de grond ontdooit in de zomer waardoor het water van de Amoer helder is en slechts weinig mineralen bevat.
De rivier is rijk aan vis. Gelegen op de grens van twee grote gebieden, Siberië en Oost-Azië, komen vissoorten van beide regio's voor in de Amoer. Verder telt de rivier zo'n 20 vissen die uniek zijn en dus nergens anders voorkomen. De rivier is ook een belangrijke paaiplaats voor zalm.

## Geschiedenis
De Amoer heeft door de eeuwen heen een belangrijke rol gespeeld in de relaties tussen Rusland en China. In 1689 werd, na een conflict tussen Russische Kozakken en de Mantsjoes bij de Amoer, de grens bij de bronrivier de Argoen gelegd. Twee eeuwen later werd, voornamelijk door toedoen van de Russische gouverneur-generaal Moeravjov, de verzwakking van de Qing-dynastie uitgebuit en werd de grens verlegd naar de Amoer bij het Verdrag van Aigun in 1858. Deze zet werd niet goedgekeurd door de Chinese keizer Xianfeng, maar twee jaar later werd bij de Conventie van Peking deze grens toch definitief gemaakt.
Door de tijd vonden er geregeld grensconflicten over de rivier plaats. De bloedigste waren mogelijk de verdrijving van de Chinezen uit Blagovesjtsjensk in 1900 tijdens de boxeropstand en het Chinees-Sovjet-Russisch grensconflict uit 1969 over een aantal eilanden (onder andere bij de instroom van de Oessoeri in de Amoer), conflict dat zelfs bijna uitmondde in een atoomoorlog. Pas in 1991 werd de Chinees-Russische grensovereenkomst getekend over een deel van het eiland, gevolgd door een volledige overeenkomst in 2005.
Sinds het midden van de 20e eeuw is de Amoer bezig haar bedding te verleggen, een proces dat aan het begin van de 21e eeuw nog wordt versneld door Chinese kunstwerken; vooral stuwdammen. Hierdoor verplaatst de bedding zich steeds verder naar het noorden, hetgeen overstromingsgevaar oplevert voor de Russische plaatsen ten noorden van de rivier. Vooral bij de stad Chabarovsk zijn de gevolgen groot. De laatste jaren werd een gemiddelde stijging van 3% van het debiet gemeten door Russische wetenschappers.

## Steden
Aan de Amoer liggen de volgende steden:

### China
- Mohe
- Huma
- Heihe
- Jiayin
- Tongjiang
- Fuyuan

### Rusland
- Blagovesjtsjensk
- Chabarovsk
- Komsomolsk (aan de Amoer)
- Amoersk
- Nikolajevsk (aan de Amoer)